# 베르트 콘터르만
베르트 콘터르만(네덜란드어: Bert Konterman ˈbɛrt ˈkɔntərmɑn[*], 1971년 1월 14일, 오버레이설 주 로우페인 ~)은 네덜란드의 전 프로 축구 선수로, 현역 시절 수비수로 활약했다.

## 선수 경력
로우페인 출신인 콘터르만은 인근 아마추어 구단 로우페인에서 축구를 시작했고, 이후, 네덜란드 에레디비시의 즈볼러, 캄뷔르, 그리고 빌럼 II를 거쳤다.
1998년 여름, 그는 페예노르트와 4년 계약을 맺고 입단했다.
2000년, 콘터르만은 딕 아드보카트의 레인저스로 £4.5M에 이적했다. 그는 아드보카트 감독 임기에 이브록스에서 대거 들어온 네덜란드 선수들과 함께 들어온 선수였지만, 로날트 더 부르나 아르튀르 뉘만처럼 큰 인상을 남기지 못했다. 그는 이브록스의 수비진에 적은하는데 고전했다. 그러나, 알렉스 맥리시가 입단하면서, 콘터르만은 중원 한 가운데의 보다 앞쪽으로 배치되었다. 그는 이 역할을 맡아 레인저스에서 더 큰 성공을 거두며, 셀틱과의 리그컵 준결승전에서 27미터에서 연장전으로 결승골을 넣기도 했다. 콘터르만은 에어 유나이티드와의 같은 대회 결승전에 출전했다. 그러나, 고질적인 발가락 부상으로, 리그컵 결승전을 끝으로 그 시즌에 더 많은 경기에 출전하지 못했다. 그 결과, 그는 레인저스의 2002년 스코티시컵 결승전 우승 뒤풀이에 빠졌다. 그 다음 시즌인 2002-03 시즌, 콘터르만은 더 큰 성공을 거두었는데, 콘터르만은 리그, 스코티시컵, 스코티시 리그컵을 모두 석권하며 더 큰 성과를 냈다. 콘터르만은 리그 경기에 16번 출전해 리그 우승에 일조했고, 2003년 스코티시 리그컵 결승전에도 출전해 우승에 일조했다. 그러나, 그는 2003년 스코티시컵 결승전에 결장했다.
레인저스에서 3년을 보낸 후, 네덜란드 국가대표팀 경기에 6번 출전한 콘터르만은 2003년 여름에 피테서로 이적하면서 네덜란드 무대로 복귀했다.
그는 2004년 6월에 현역에서 은퇴했다.

## 감독 경력
은퇴 후, 콘터르만은 축구 교실에서 지도했다. 2009년, 그는 즈볼러의 단장을 맡았다. 이후, 그는 구단의 U-15 선수단을 지휘했고, 동시에 구단의 다른 지도자들을 지원했다.
2011년 10월, 그는 네덜란드 U-19 국가대표팀의 수석 코치로 취임해 빔 판 즈밤을 보좌했다. 2012년 7월 1일, 그는 즈볼러의 보직에서 물러났다.
2013년 9월 3일, 그는 용 트벤터의 수석 코치로 취임했다. 용 트벤터에서 수석 코치를 맡으면서, 콘터르만은 네덜란드 U-19 국가대표팀에서 수석 코치직도 겸임했다. 콘터르만은 트벤터의 여러 보직을 맡았는데, 용 트벤터 수석 코치 외에도 U-19와 1군 선수단을 지원하기도 했다. 2014년부터 2017년까지, 그는 U-19 선수단의 감독을 맡았다.
2017년 6월, 콘터르만은 네덜란드 U-18 국가대표팀을 맡았고, U-17 선수단의 수석 코치도 겸했다. 그 다음 시즌, 그는 U-20 국가대표팀 감독으로 승진했다. 2020년 2월 26일, 마르턴 스테켈런뷔르흐의 1군 승격 이후, 그는 U-19 선수단의 감독을 대행했다.

## 사생활
콘터르만은 기독교 신자이다.

## 수상
페예노르트
- 에레디비시: 1998–99[18]
- 요한 크라위프 스할: 1999[19]

레인저스
- 스코티시 프리미어리그: 2002–03
- 스코티시 리그컵: 2001–02, 2002–03